# Auguste Mingels
Auguste Mingels (Luik, 24 maart 1921 - aldaar, 20 mei 1973) was een Belgisch motorcrosser.

## Levensloop
Mingels begon met motorcross aan het einde van de Tweede Wereldoorlog. Zijn eerste internationaal succes behaalde hij met een Triumph in de Motorcross der Naties, alwaar hij de eerste race won.
In 1952 werd hij tweede in de eindstand van het Europees kampioenschap en won hij de Grand Prix van Italië. Hij reed dat seizoen op een Triumph, een FN en vervolgens een Saroléa. In 1953 werd hij een eerste maal Europees kampioen, ook won hij dat jaar drie GP's met zijn FN. In 1954 volgde hij zichzelf op, met eveneens eindwinst in drie GP's.
Op het eerste wereldkampioenschap (1957) werd hij zevende in de eindstand. Ook werd hij viermaal Belgisch kampioen.
Mingels overleed in een auto-ongeluk.